# Камоенай

43°8′38″ пн. ш. 140°25′51″ сх. д. / 43.14389° пн. ш. 140.43083° сх. д.
Камоена́й (яп. 神恵内村, かもえないむら, МФА: [kamo.enai̯ t͡ɕoː]) — село в Японії, в повіті Фуруу округу Сірібесі префектури Хоккайдо. Станом на 1 жовтня 2008 року площа села становила 147,71 км². Станом на 31 березня 2017 населення села становило 899 осіб.